# Mesochorus depressus
Mesochorus depressus is een vliesvleugelig insect (orde Hymenoptera) uit de familie van de gewone sluipwespen (Ichneumonidae). De wetenschappelijke naam van de soort werd in 1974 gepubliceerd door C.E. Dasch.

## Homoniemen
Voor Mesochorus depressus Dasch, 1974: 162 non Oncocotta depressa (Dasch, 1974: 34) zie Mesochorus smithae Kittel, 2016